# František Čermák (jazykovědec)
František Čermák (* 30. ledna 1940 Praha) je český jazykovědec. Specializuje se na lexikologii, lexikografii, frazeologii, idiomatiku, sémantiku, morfologii, teorii jazyka, metodologii jazyka a korpusovou lingvistiku.

## Životopis
V letech 1957 až 1962 studoval bohemistiku, anglistiku a nederlandistiku na Filozofické fakultě Univerzity Karlovy. V roce 1976 získal doktorát v oborech lingvistika a fonetika a v roce 1990 tituly CSc. a DrSc. pro obor český jazyk. Od roku 1994 je profesorem českého jazyka.
V letech 1991 až 1993 byl vedoucím lexikografického oddělení Ústavu pro jazyk český Československé akademie věd (od r. 1993 Akademie věd České republiky).
Od roku 1994 do roku 2014 řídil Ústav Českého národního korpusu Filozofické fakulty Univerzity Karlovy, poté ho vystřídal Michal Křen. Projekt Český národní korpus pod jeho vedením je často citovány a považovány za vzorný mezi korpusy slovanských jazyků. Čermák je členem Pražského lingvistického kroužku.
Od roku 2000 člen Učené společnosti ČR.

## Publikace

### Původní tvorba
- Syntagmatika a paradigmatika českého slova. Sv. 1, Valence a kolokabilita, 1982
- Idiomatika a frazeologie češtiny, 1982
- Slovník české frazeologie a idiomatiky, 1983
- Česko-finský a finsko-český slovník na cesty, 1986
- Nizozemsko-český slovník – Nederlands Tsjechisch woordenboek, 1989
- Česko-laoský slovník, 1989
- Syntagmatika a paradigmatika českého slova. Sv. 2, Morfologie a tvoření slov, 1990
- Frazeologie a frazeografie, 1990
- Základy lingvistické metodologie – nástin hlavních principů na pozadí obecné teorie vědy, 1993
- Jazyk a jazykověda, 1994, ISBN 80-7110-149-4, 1997, ISBN 80-7110-183-4, 2001, ISBN 80-246-0154-0
- Manuál lexikografie, 1995, spolu s Renatou Blatnou a kolektivem, ISBN 80-85787-23-7
- Frekvenční slovník češtiny, 2004, spolu s Michalem Křenem a Renatou Blatnou, ISBN 80-7106-676-1
- Jak využívat Český národní korpus, 2005, spolu s Renatou Blatnou, ISBN 80-7106-736-9
- Lexikon a sémantika, 2010
- Morfématika a slovotvorba češtiny, 2012
- Základní slovník českých přísloví: Výklad a užití, 2013, ISBN 978-80-7422-258-0
- Periferie jazyka: Slovník monokolokabilních slov, 2014
- Lexical and Semantic Aspects of Proverbs, 2019, ISBN 978-80-246-4358-8

### Překlady
- Saussure, Ferdinand de: Kurs obecné lingvistiky, 1989, 1996, ISBN 80-200-0560-9